# Georg Gustav Fülleborn
Georg Gustav Fülleborn (ur. 2 marca 1769 w Głogowie, zm. 16 lutego 1803 we Wrocławiu) – niemiecki filozof, filolog, etnograf, publicysta i tłumacz literatury polskiej; założyciel naukowego ludoznawstwa na Śląsku; popularyzator filozofii (swoje poglądy opierał na filozofii Fryderyka Augusta Wolffa i Immanuela Kanta); odegrał dużą rolę w upowszechnianiu kultury polskiej na Dolnym Śląsku.

## Historia
Fülleborn pochodził z rodziny urzędniczej. Po ukończeniu gimnazjum protestanckiego w Głogowie rozpoczął w 1786 roku studia na Uniwersytecie w Halle (studiował teologię, filologię, filozofię, archeologię). W 1789 roku po obronie doktoratu z filozofii (Liber de Xenophane, Zenone, Gorgia, Aristoteli vulgo tributus, passim illustratus) wrócił do Głogowa, gdzie objął funkcję kaznodziei kościoła ewangelicko-reformowanego. Jednocześnie od 1791 roku był wykładowcą języków starożytnych w Gimnazjum św. Elżbiety we Wrocławiu. W latach 1798–1800 wydawał tygodnik literacki Nebenstunden. Od kwietnia 1800 roku aż do śmierci sprawował kierownictwo nad tygodnikiem Der Breslauer Erzäler.

### Wybrana bibliografia
Filologia:
- Encyclopaedia philologica (1798)

Etnografia:
- Volksmärchen der Deutschen (1789)

Filozofia:
- Beiträge zur Geschichte der Philosophie (1791–1799) 12 tomów
- Papiere sus Henos Nachlass (1792)
- Rhetorik (1802)